# Natchesan
Natchesan.- skupina indijanskih plemena i jezika koja se ponekad drži za samostalnu porodicu, a ponekad skupinom porodice Muskhogean. Ovim jezicima govorila su najmanje tri indijanska plemena na jugoistočnom području Sjedinjenih Država. Predstavnici su: Natchez (po kojima je dobila ime), Avoyel i Taensa. Potomci Natchesan govornika danas se služe engleskim. 